# シージャック
シージャック（Seajack）とは、運航中の船舶を武力で乗っ取る行為。狭義では、積荷の略奪が目的である海賊行為とは区別される。「海」（sea）と「ハイジャック」（hijack）から合成されたカバン語である。

## シージャックの目的
シージャックの目的はハイジャック同様、亡命や政治的目的によるテロリズムなど目的意識の明確なもの、あるいは精神的錯乱、心理状態の異常といったものなど、様々である。日本では亡命目的もしくは政治目的で船を乗っ取った例は無く、またハイジャック事件もしくはバスジャックに比べ、現実的に船の乗っ取り自体が困難であるため、実例が少ない。

## 日本での主なシージャック事件
1952年7月1日に奄美商船所属の金十丸（かなとまる）が十一名の若者によってシージャックされ、奄美市の龍郷湾から米軍や海上保安庁の追跡を逃れ、鹿児島まで逃げ切る事件が発生した。シージャックをした理由は、十島村の生命線である金十丸が米軍に接収されたまま、十島村が日本に返還され管理も奄美商船が行うこととなり、十島村所属の船がいない状態となったため、十島村の生活を守るためであったという。メディアや世論が大きく取り上げたため、逮捕者が出ることはなかった。
1970年5月12日、広島発今治行きの定期旅客船「ぷりんす号」が警察から追跡されていた男性（当時20歳）にシージャックされたが、一時愛媛県の松山観光港に逃走したのち翌日に広島に戻り、そこで犯人は射殺された（瀬戸内シージャック事件）。